# Número primo permutable
Un número primo permutable, también conocido como primo anagramático, es un número primo que, en una base dada, puede cambiar las posiciones de sus dígitos a través de cualquier permutación y seguir siendo un número primo. H. E. Richert, quien posiblemente fue el primero en estudiar estos primos, los llamó primos permutables, pero luego también se les llamó primos absolutos.

## Ejemplos
En base 10 se conocen todos los primos permutables de menos de 49.081 dígitos
2, 3, 5, 7, 11, 13, 17, 31, 37, 71, 73, 79, 97, 113, 131, 199, 311, 337, 373, 733, 919, 991, R19 (1111111111111111111), R23, R317, R1031, ... (secuencia A003459 en la OEIS)
De los anteriores, hay 16 conjuntos de permutaciones únicos, con elementos más pequeños
2, 3, 5, 7, R2, 13, 17, 37, 79, 113, 199, 337, R19, R23, R317, R1031, ... (secuencia A258706 en la OEIS)
Nótese que Rn = {\displaystyle {\tfrac {10^{n}-1}{9}}} es un repituno, un número que consta solo de n unos (en base 10). Cualquier primo repituno es un primo permutable con la definición anterior, pero algunas definiciones requieren al menos dos dígitos distintos.

## Propiedades
Todos los primos permutables de dos o más dígitos se componen de los dígitos 1, 3, 7, 9, porque ningún número primo excepto el 2 es par, y ningún número primo además del 5 es divisible por 5. Se prueba que no existe ningún primo permutable que contenga tres dígitos diferentes de los cuatro 1, 3, 7, 9, así como que no existe ningún primo permutable compuesto por dos o más de cada uno de los dos dígitos seleccionados de 1, 3, 7, 9.
No hay ningún primo permutable de n dígitos para 3 < n < 6·10175 que no sea un repituno. Se conjetura que no hay primos permutables que no sean repitunos distintos de los dieciocho enumerados anteriormente. Se pueden dividir en siete conjuntos de permutaciones:
{13, 31}, {17, 71}, {37, 73}, {79, 97}, {113, 131, 311}, {199, 919, 991}, {337, 373, 733}.
En base 2, solo los repitunos pueden ser primos permutables, porque cualquier 0 permutado al lugar de las unidades da como resultado un número par. Por tanto, los primos permutables de base 2 son los primos de Mersenne. Se puede hacer con seguridad la generalización de que para cualquier sistema numérico posicional, los números primos permutables con más de un dígito solo pueden tener dígitos coprimos con la raíz del sistema numérico. Los números primos de un dígito, es decir, cualquier número primo por debajo de la base, siempre son trivialmente permutables.
En base 12, se conocen los elementos más pequeños de los conjuntos únicos de permutación de los primos permutables con menos de 9739 dígitos (usando dos y tres invertidos para diez y once, respectivamente)
2, 3, 5, 7, Ɛ, R 2, 15, 57, 5Ɛ, R 3, 117, 11Ɛ, 555Ɛ, R 5, R 17, R 81, R 91, R 225, R 255, R 4ᘔ5, . . .
No hay ningún primo permutable de n dígitos en base 12 para 4 < n < 12144 que no sea un repituno. Se conjetura que no hay primos permutables no repitunos en base 12 distintos de los enumerados anteriormente.
En base 10 y base 12, todo primo permutable es un repituno o un cuasi-repidígito, es decir, es una permutación del entero P(b, n, x, y) = xxxx ... xxxy b (n dígitos, en base b ) donde x e y son dígitos coprimos de b. Además, x e y también deben ser coprimos (ya que si hay un primo p que dividiese tanto a x como a y, entonces p también dividiría al número), entonces si x = y, se cumple que x = y = 1 (esto no es cierto en todas las bases, pero las excepciones son raras y podrían ser finitas en cualquier base dada; las únicas excepciones por debajo de 109 en bases hasta 20 son: 13911, 36A11, 24713, 78A13, 29E19 (M. Fiorentini, 2015)).
Sea P(b, n, x, y) un primo permutable en base b y sea p un primo tal que n ≥ p. Si b es una raíz primitiva de p, y p no divide a x o a |x - y|, entonces n es un múltiplo de p - 1 (dado que b es una raíz primitiva mod p y p no divide a |x - y|, los p números xxxx ... xxxy, xxxx ... xxyx, xxxx ... xyxx, ..., xxxx ... xyxx ... xxxx (solo el dígito b p −2 es y, los demás son todos x), xxxx ... yxxx ... xxxx (solo el dígito b p −1 es y, los demás son todos x), xxxx .. xxxx (el repdígito con n xs) mod p son todos diferentes. Es decir, uno es 0, otro es 1, otro es 2, ..., el otro es p − 1. Por lo tanto, dado que los primeros p − 1 números son todos primos, el último número (el dígito repetido con n xs) debe ser divisible por p. Dado que p no divide a x, entonces p debe dividir la repunidad con n 1s. Como b es una raíz primitiva mod p, el orden multiplicativo de n mod p es p − 1. Por lo tanto, n debe ser divisible por p − 1).
En consecuencia, si b = 10, los dígitos coprimos de 10 son {1, 3, 7, 9}. Dado que 10 es una raíz primitiva mod 7, si n ≥ 7, entonces 7 divide a x (en este caso, x = 7, ya que x ∈ {1, 3, 7, 9}) o | x − y | (en este caso, x = y = 1, ya que x, y ∈ {1, 3, 7, 9}. Es decir, el primo es un repituno) o n es un múltiplo de 7 − 1 = 6. De manera similar, dado que 10 es una raíz primitiva mod 17, si n ≥ 17, entonces 17 divide a x (no es posible, ya que x ∈ {1, 3, 7, 9}) o | x − y | (en este caso, x = y = 1, ya que x, y ∈ {1, 3, 7, 9}. Es decir, el primo es un repituno) o n es un múltiplo de 17 − 1 = 16. Además, 10 también es una raíz primitiva mod 19, 23, 29, 47, 59, 61, 97, 109, 113, 131, 149, 167, 179, 181, 193, ..., por lo que n ≥ 17 es totalmente imposible (ya que para esto primos p, si n ≥ p, entonces n es divisible por p − 1), y si 7 ≤ n < 17, entonces x = 7, o n es divisible por 6 (el único n posible es 12). Si b = 12, los dígitos coprimos de 12 son {1, 5, 7, 11}. Dado que 12 es una raíz primitiva mod 5, si n ≥ 5, entonces 5 divide a x (en este caso, x = 5, ya que x ∈ {1, 5, 7, 11}) o |x − y| (en este caso, x = y = 1 (es decir, el número primo es una repetición) o x = 1, y = 11 o x = 11, y = 1, ya que x, y ∈ {1, 5, 7, 11}) o n es un múltiplo de 5 − 1 = 4. De manera similar, dado que 12 es una raíz primitiva mod 7, si n ≥ 7, entonces 7 divide a x (en este caso, x = 7, ya que x ∈ {1, 5, 7, 11}) o |x − y| (en este caso, x = y = 1, ya que x, y ∈ {1, 5, 7, 11}. Es decir, el primo es un repituno) o n es un múltiplo de 7 − 1 = 6. De manera similar, dado que 12 es una raíz primitiva mod 17, si n ≥ 17, entonces 17 divide a x (no es posible, ya que x ∈ {1, 5, 7, 11}) o | x − y | (en este caso, x = y = 1, ya que x, y ∈ {1, 5, 7, 11}. Es decir, el primo es un repituno) o n es un múltiplo de 17 − 1 = 16. Además, 12 también es una raíz primitiva mod 31, 41, 43, 53, 67, 101, 103, 113, 127, 137, 139, 149, 151, 163, 173, 197, ..., por lo que n ≥ 17 es totalmente imposible (ya que para esto primos p, si n ≥ p, entonces n es divisible por p − 1), y si 7 ≤ n < 17, entonces x = 7 (en este caso, ya que 5 no divide x o x − y, entonces n debe ser divisible por 4) o n es divisible por 6 (el único n posible es 12).